# Katrin Krüger
Katrin Mietzner, ursprungligen Krüger, född 10 april 1959  i Groß Schönebeck, Barnim, är en tysk tidigare östtysk handbollsspelare.

## Karriär
Krüger, spelade för ASK Vorwärts Frankfurt/Oder. Katrin Krüger vann skytteligan i DDR:s Oberliga 1978, 1979, 1980, 1981 och 1983. Hon nådde sina största framgångar med DDR:s landslag. Hon blev världsmästare vid världsmästerskapet i handboll för damer 1978. Hon vann OS-brons i damernas turnering i samband med de olympiska handbollstävlingarna 1980 i Moskva. Tio år senare vann hon brons Östtysklands sista landskamp vid Världsmästerskapet i handboll för damer 1990 genom att besegra Västtyskland i bronsmatchen. Hon hade då spelat 260 landskamper och gjort 1095 mål för Östtyskland. Hon blev den spelare som gjorde mest mål i det östtyska landslaget.

## Individuella utmärkelser
År 1979 tilldelades hon Patriotiska förtjänstorden i brons och 1984 i silver.
1981 och 1982 blev hon till Årets handbollsspelare i Östtyskland.

## Privatliv
Mietzner är gift med den före detta europamästaren i rodd Jochen Mietzner. Hennes dotter Franziska Mietzner (född 1988) spelade också handboll.